# 박성현 (2003년)
박성현(한국 한자: 朴姓賢, 2003년 5월 14일 ~ )은 대한민국의 축구 선수이며, 포지션은 수비수이다.

## 플레이 스타일
빠른 스피드와 왕성한 활동랑, 정확한 크로스가 장점인 선수로 평가 받는다.